# Clerada apicicornis
Clerada apicicornis är en insektsart som beskrevs av Victor Antoine Signoret 1862. Clerada apicicornis ingår i släktet Clerada och familjen Rhyparochromidae. Inga underarter finns listade i Catalogue of Life.